# Brownsboro
Brownsboro é uma cidade localizada no estado norte-americano do Texas, no Condado de Henderson.

## Demografia
Segundo o censo norte-americano de 2000, a sua população era de 796 habitantes.
Em 2006, foi estimada uma população de 856, um aumento de 60 (7.5%).

## Geografia
De acordo com o United States Census Bureau tem uma área de
5,1 km², dos quais 5,1 km² cobertos por terra e 0,0 km² cobertos por água. Brownsboro localiza-se a aproximadamente 140 m acima do nível do mar.

## Localidades na vizinhança
O diagrama seguinte representa as localidades num raio de 24 km ao redor de Brownsboro.